# Yuja Wang
Wang Yujia (Chinees: 王羽佳 pinyin: Wáng Yǔjiā) (Peking, 10 februari 1987), internationaal bekend als Yuja Wang, is een concertpianiste van Chinese afkomst.

## Loopbaan
Wang is de dochter van een danseres, Zhai Jieming, en Wang Jianguo, een slagwerker. Op haar zesde jaar kreeg ze haar eerste pianolessen. Ze studeerde vervolgens aan het Centrale Conservatorium voor Muziek in Peking en vanaf haar veertiende aan het Mount Royal College in Calgary in Canada. Ze vestigde zich in de Verenigde Staten, eerst in Philadelphia waar ze vijf jaar studeerde bij Gary Graffman aan het Curtis Institute of Music, en vanaf 2008 in New York.
In de jaren 1998-2001 won Yuja Wang diverse prijzen bij pianoconcoursen in Duitsland, Japan en de VS. In 2006 kreeg ze de tweejaarlijkse Gilmore Young Artist Award. Ondertussen was ze regelmatig te horen op de concertpodia. In 2003 maakte ze haar Europese debuut in Beethovens Vierde pianoconcert met het Tonhalle Orchester Zürich onder David Zinman en in 2006 verving ze Radu Lupu bij een concert in Ottawa onder leiding van Pinchas Zukerman. In datzelfde jaar ging ze met Lorin Maazel en de New York Philharmonic op tournee door Japan en Zuid-Korea. Haar echte doorbraak kwam in Boston in het voorjaar van 2007, toen Martha Argerich een reeks concerten had afgezegd. Yuja Wang nam deze optredens over en speelde Tsjaikovski's Eerste pianoconcert met het Boston Symphony Orchestra onder Charles Dutoit.
Vanaf dat moment was haar naam definitief gevestigd. Sindsdien behoort ze tot het circuit van veelgevraagde pianosolisten, die over de gehele wereld optreden met vooraanstaande orkesten en dirigenten. Ook in solorecitals en in de kamermuziek is ze actief. Voor cd-opnamen staat ze sinds 2009 onder contract bij Deutsche Grammophon.
Yuja Wang maakt intensief gebruik van een YouTube-kanaal (maart 2020) voor de verspreiding van filmopnamen van haar optredens. In de reacties zijn haar mini-jurkjes en naaldhakken een prominent gespreksonderwerp. De meeste critici zijn het erover eens dat het vooral haar pianospel is waarmee ze indruk maakt.

## Discografie (selectie)
- 2009: cd Sonatas & Etudes met werken van Chopin, Ligeti en Skrjabin;
- 2010: cd Transformation met werken van Stravinsky, Brahms, Ravel en Scarlatti;
- 2010: dvd Pianoconcert nr. 3 (Prokofjev) met het Lucerne Festival Orchestra o.l.v. Claudio Abbado;
- 2011: cd Rachmaninov: Pianoconcert nr. 2 en Rapsodie op een thema van Paganini met het Mahler Chamber Orchestra o.l.v. Claudio Abbado;
- 2012: cd Fantasia met werken van Rachmaninov, Scarlatti, Gluck, Albéniz, Bizet, Schubert, Chopin, Johann Strauss jr., Dukas, Skrjabin, Saint-Saëns;
- 2014: cd Pianoconcert nr. 3 (Rachmaninov) en Pianoconcert nr. 2 (Prokofjev) met het Orquesta Sinfónica Simón Bolívar o.l.v. Gustavo Dudamel;
- 2014: cd Brahms: Vioolsonates, met Leonidas Kavakos, viool;
- 2015: cd Ravel: Pianoconcert in G en Pianoconcert voor de linkerhand in D en Fauré: Ballade op. 19 met het Tonhalle Orchester Zürich o.l.v. Lionel Bringuier.